# Command & Conquer: Red Alert 2
Command & Conquer: Red Alert 2 (gọi tắt là Red Alert 2 hay RA2) là game chiến lược thời gian thực 2.5D của Westwood Studios, được phát cho Microsoft Windows vào ngày 28 tháng 9 năm 2000  như là phần tiếp theo của Command & Conquer: Red Alert. Lấy bối cảnh vào những năm 1970 , Red Alert 2 được cho là diễn ra sau kết thúc chiến dịch Đồng Minh của trò chơi đầu tiên, nhưng điều này lại là một chủ đề tranh cãi. Bản mở rộng của nó là Command & Conquer: Yuri's Revenge được phát hành với hệ thống nhiệm vụ mới cũng như các binh chủng, công trình và quốc gia mới.
Red Alert 2 có 2 phe chơi được là Xô Viết và Đồng Minh, vốn đã xuất hiện trong Command & Conquer: Red Alert. Chiến dịch chơi đơn của Red Alert 2 được cấu trúc trong là kết thúc của phe Xô Viết trái ngược với câu chuyện chính diễn ra trong chiến dịch của Đồng Minh. Trò chơi bao gồm nhiều địa điểm có thật, trong đó có Trung tâm Thương mại Thế giới, Tháp Eiffel và Khải Hoàn Môn Paris. Red Alert 2 trở nên khá nổi tiếng chỉ vài năm sau đó.
Command & Conquer: Red Alert 2 được đánh giá cao, nhận được điểm đánh giá 86% từ GameRankings.

## Cốt truyện
Giống như tất cả các game chiến lược thời gian thực Command & Conquer khác cho đến các bản mở rộng của Tiberian Sun là Firestorm, Command & Conquer: Red Alert 2 chứa hai dòng câu chuyện riêng biệt tùy thuộc vào phe người chơi muốn chơi. Cả hai dòng câu chuyện khác nhau về diễn biến và kết cục. Tuy nhiên, câu chuyện của Đồng Minh được chọn là dòng cốt truyện chính và bản mở rộng sẽ tiếp tục dòng cốt truyện này.
Sau khi cố gắng chinh phục châu Âu trong cuộc chiến trước, Liên bang Xô Viết hoàn toàn bị hủy hoại. Joseph Stalin đã chết, và quân đội Xô Viết bị giải thể. Đồng Minh cho rằng một sự thay đổi chế độ sẽ gây ra tình trạng bất ổn trong Liên bang Xô Viết, và để đạt được sự hỗ trợ và ổn định trong khu vực, Đồng Minh đã đưa Thủ tướng Alexander Romanov, một họ hàng xa của Sa hoàng Nicholas II lên làm Thủ tướng Xô Viết bù nhìn. Romanov đồng ý thực hiện các yêu cầu của Đồng Minh, mặc dù ông bí mật xây dựng quân đội Xô Viết với "mục đích quốc phòng" - thực ra là để chuẩn bị tấn công Hoa Kỳ.
Câu chuyện bắt đầu với việc quân đội Mỹ bị tấn công bất ngờ bởi cuộc tấn công của Xô Viết với máy bay, tàu hải quân, lực lượng đổ bộ, lính dù của họ kéo tới cả hai bờ Đông và bờ Tây nước Mĩ cùng với phần lớn các lực lượng mặt đất của kéo tới thông qua México, vốn đã bầu ra một chính phủ XHCN. Mĩ cố gắng trả đũa với việc sử dụng tên lửa hạt nhân, nhưng Yuri, lãnh đạo quân đoàn Psychic Corps của Xô Viết và là cố vấn hàng đầu của Thủ tướng Romanov, đã sử dụng khả năng kiểm soát trí não của mình để thao túng người điều khiển bắn các đầu đạn hạt nhân và làm chúng phát nổ trong bệ phóng. Trước tình hình này, Tổng thống Mỹ Michael Dugan đã thiết lập một đội phản ứng khẩn cấp do Tướng Carville và một Tư lệnh được gọi là "The Ghost" (người chơi) chỉ huy để đối phó với quân đội Xô Viết.

### Chiến dịch Đồng Minh
Chiến dịch Đồng Minh bắt đầu với việc lực lượng đặc biệt do Đặc vụ đặc biệt Tanya được phái tới thành phố New York dễ đẩy lui cuộc tấn công của lực lượng Xô Viết tại đây. Người chơi với sự giúp đỡ của Tanya đã phá hủy căn cứ Xô Viết ở New York và đánh lui được cuộc tấn công.
Tanya và Tư lệnh tiếp tục được điều đến Colorado Springs để giải phóng Học viện không quân và các căn cứ không quân tại đó, lúc này đang nằm dưới sự kiểm soát của lực lượng Xô Viết. Khi đang trở về sau chiến thắng thì họ phát hiện được thiết bị kiểm soát trí não của Xô Viết là Psychic Beacon đang được triển khai tại thủ đô Washington DC và đã kiểm soát được tổng thống Michael Dugan, tướng Carville cùng một số quan chức quan trọng khác của thành phố và nhiều người dân. Tuy nhiên Tư lệnh đã tấn công và phá huỷ được Psychic Beacon, giải phóng chính phủ và các sĩ quan quân sự thoát khỏi sự kiểm soát trí não của Xô Viết để họ trốn thoát. Mặc dù vậy, thủ đô vẫn nằm trong tay các lực lượng của Xô Viết buộc chính phủ Mỹ và quân đội phải di tản đến Canada để thoát khỏi sự đe dọa từ công nghệ kiểm soát trí não của đối phương.
Sau khi chuyển chính phủ của họ tới Canada, lực lượng tình báo của Đồng Minh đã phát hiện Xô Viết đã đặt một thiết bị bí mật là Psychic Amplifier tại Chicago, có sức mạnh "để làm điều tương tự giống như Psychic Beacon đã làm với Washington". Quân Đồng Minh nhanh chóng phát động một cuộc tấn công vào lực lượng Liên Xô ở Chicago từ căn cứ của họ tại Canada ở Hồ Michigan, giải phóng thành phố và phá hủy Psychic Amplifier. Nhưng để trả đũa, Tướng Vladimir là tổng chỉ huy lực lượng xâm lược Hoa Kỳ của Xô Viết đã tuyên bố là thành phố Chicago không còn hữu dụng nữa và đã cho nhanh chóng triển khai một tên lửa hạt nhân trong thành phố và cho kích nổ nó ngay lập tức sau đó, phá huỷ hoàn toàn thành phố.
Báo động bởi tình trạng này, các nhà lãnh đạo của Pháp, Đức, và Anh đồng ý giúp Mỹ nếu Mỹ phá huỷ các bệ phóng tên lửa hạt nhân của Xô Viết tại Ba Lan. Tổng thống Michael Dugan đồng ý và gửi một lực lượng đặc biệt do Tanya chỉ huy tiến vào một khu vực của Ba Lan giáp giới với Đức. Các bệ phóng tên lửa được phá hủy một cách bí mật, và kết quả là châu Âu tham gia chiến tranh chống Xô Viết. Với sự ủng hộ về người và trang thiết bị, quân đội Mỹ có thể phát động một cuộc tấn công vào lực lượng Xô Viết tại Washington, DC và tái chiếm thành phố. Tiếp theo, lực lượng tình báo của Đồng Minh phát hiện ra Xô Viết đang có kế hoạch chiếm giữ quần đảo Hawaii nên Tư lệnh nhanh chóng được phái đến Trân Châu Cảng để bảo vệ quần đảo.
Quần đảo đã được cứu nhưng Hoa Kỳ vẫn còn ở vị thế bấp bênh vì Xô Viết với sự giúp đỡ từ Psychic Beacon của họ, vẫn còn kiểm soát thành phố St. Louis và cả khu vực sông Mississippi ở phía nam thành phố, nắm giữ khu vực giữa các bang miền tây và các bang miền đông. Quân Đồng Minh do đó đã mở một cuộc tấn công vào thành phố để tiêu diệt Psychic Beacon, giải phóng khu vực. Quân Đồng Minh lại phát hiện một kế hoạch của Xô Viết hòng sao chép và sử dụng công nghệ Prism của Đồng Minh, là một công nghệ tạo chùm tia năng lượng lớn để tiêu diệt kẻ thù tại một cơ sở nghiên cứu ở Tulum, México. Một nhóm đặc nhiệm Navy SEALs đã nhảy dù xuống khu vực này để tiêu diệt các cơ sở nghiên cứu và bất kỳ nỗ lực của Xô Viết để nhân rộng công nghệ này. Nhiệm vụ đã thành công và công nghệ Prism đã không bị ảnh hưởng.
Tướng Carville, trong một cuộc họp đã thông báo với người chơi rằng họ sắp sửa sang Đức. Ông nói rằng các nhà lãnh đạo quân Đồng Minh đang tăng cường thêm quân ở khu vực Rừng Đen của Đức để bảo vệ các phòng thí nghiệm của Albert Einstein, vốn đang nghiên cứu những công nghệ mới nhằm nhanh chóng kết thúc chiến tranh. Cụ thể là tại phòng thí nghiệm của Einstein có một nguyên mẫu của Chronosphere, một thiết bị có khả năng vận chuyển quân đến bất cứ nơi nào trên thế giới. Ngay khi Tướng Carville rời khỏi văn phòng của ông tại phút cuối của cuộc họp thì một Crazy Ivan của Xô Viết đã phục kích Carville và kích nổ quả bom của hắn, giết chết ông. Bất chấp tổn thất to lớn này, người chơi vẫn đến vùng Rừng Đen và đẩy lui cuộc tấn công của Xô Viết từ biên giới Ba Lan-Đức. Phòng thí nghiệm của Einstein cùng với Chronosphere được an toàn và Einstein có thể tiếp tục công việc của mình.
Sau khi hoàn tất việc nghiên cứu, Einstein thông báo với người chơi rằng ông đã làm việc cật lực và tìm ra nơi tốt nhất để triển khai Chronosphere. Theo Einstein đó là một nơi hoàn hảo, nhưng lại nằm "trên một hòn đảo nhỏ ở mũi Florida, chỉ cách vài cây số với Xô Viết Cuba". Quân Đồng Minh đã cho quân đến đảo và xây dựng một căn cứ cùng với Chronosphere ở đó, và ngay sau đó phát động một cuộc tấn công vào Cuba để tiêu diệt các bệ phóng tên lửa hạt nhân của Xô Viết.
Cuối cùng, quân Đồng Minh sử dụng khả năng dịch chuyển của Chronosphere để phát động một cuộc tấn công ngay tại Moskva. Tại Moscow, lực lượng Đồng Minh tiêu diệt lực lượng bảo vệ điện Kremli và cho một đội tấn công dẫn đầu bởi Tanya xông vào bắt giữ Alexander Romanov. Romanov cố gắng cho một người khác mặc đồng phục của mình để trốn thoát, tuy nhiên âm mưu này này đã dễ dàng bị lật tẩy do người giả dạng hoàn toàn khác với Romanov và Romanov bị bắt trong khi chỉ mặt đồ lót. Xô Viết do đó phải chịu một thất bại nhục nhã và nhanh chóng đầu hàng.

### Chiến dịch Xô Viết
Chiến dịch Xô Viết bắt đầu với việc Tư lệnh (người chơi) được Thủ tướng Alexander Romanov giới thiệu tóm tắt về cuộc tấn công sắp tới của Xô Viết với Hoa Kỳ. Romanov nói với Tư lệnh rằng ưu tiên hàng đầu là phá hủy trụ sở của quân đội Mỹ là Lầu Năm Góc ở Washington DC và người chơi được giao thực hiện mệnh lệnh này, dẫn đầu một cuộc tập kích bằng quân dù phối hợp với xe tăng vào thủ đô Washington DC và phá hủy được Lầu Năm Góc.
Tiếp theo, Tư lệnh lại chỉ huy một cuộc đổ bộ của Xô Viết lên Florida để tiêu diệt hạm đội Mỹ đang đe dọa cuộc tấn công của Xô Viết tại bờ Đông. Mặc dù Tư lệnh gần như là người chỉ huy duy nhất tạo ra những chiến thắng trên, tất cả mọi vinh quang và thành tích đều thuộc về viên Tổng chỉ huy Xô Viết, Tướng Vladimir dù ông ta chỉ đóng một vai trò hỗ trợ không đáng kể vào đầu màn chơi. Sau đó, Yuri khuyến cáo rằng Tư lệnh nên chiếm hữu thành phố New York với sự giúp đỡ của thiết bị Psychic Beacon, một cỗ máy có thể kiểm soát trí não dân số của toàn bộ thành phố, trong khi Vladimir đang ở Moskva ăn mừng trong khi Yuri và "đồng chí Tướng quân" (tức là người chơi) cũng có thể nhận được danh vọng và vinh quang. Người chơi làm theo lời khuyên của Yuri, và mở một cuộc công kích vào thành phố New York. Sau khi chiếm được công trình Allied Battle Lab của Hoa Kỳ tại Trung tâm Thương mại Thế giới, Psychic Beacon được xây dựng và nhanh chóng hoạt động khiến toàn bộ cư dân của thành phố nằm dưới thuộc quyền kiểm soát của Xô Viết.
Để ngăn chặn các mối đe dọa càng lúc càng lớn và thành công của Xô Viết, các lực lượng Đồng Minh từ Hàn Quốc đã phát động một cuộc đổ bộ vào Vladivostok và người chơi "phải bảo vệ Tổ quốc" bằng mọi giá. Tư lệnh đã bảo vệ thành công "Đất mẹ", nghiền nát tất cả các cuộc xâm nhập của lực lượng Nam Triều Tiên trong một cuộc phản công táo bạo.
Báo động bởi tình trạng này, các nhà lãnh đạo Pháp và Đức đồng ý gửi quân đến biên giới Ba Lan để giúp Hoa Kỳ chiến đấu chống lại Liên Xô. Trong khi quân Pháp đang tập trung gần Ba Lan, Xô Viết gửi một lực lượng đặc biệt đến Paris với mệnh lệnh đặc biệt từ Romanov và Yuri là "cho quân Đồng Minh thấy rõ sức mạnh thực sự của Liên Xô" và "tàn phá không để bất cứ thứ gì còn sót lại". Lực lượng đặc biệt của Liên Xô đã nhanh chóng chiếm giữ các khu vực xung quanh tháp Eiffel (được gọi là "Paris Tower" trong trò chơi) và sử dụng 3 lính phóng điện Tesla Troopers để nạp điện cho tháp Eiffel và biến nó thành một trụ phóng điện Tesla Coil khổng lồ. "Paris Tower" nhanh chóng tiêu diệt tất cả các lực lượng Đồng Minh trong thành phố và tàn phá Pari. Với chiến thắng này và các chiến thắng khác quan trọng khác, Xô Viết đã đặt các quốc gia châu Âu vào tình thế nguy hiểm và cho họ nhận thấy rằng họ đang cần lo cho sự an nguy của mình hơn là giúp đỡ Hoa Kỳ.
Trong thời gian này quyền lực của Yuri càng ngày càng lớn do ông ta dùng khả năng ngoại cảm của mình để điều khiển trí não Romanov. Kết quả là Romanov đã giao quyền chỉ huy toàn bộ quân đội Xô Viết cho Yuri, khiến tướng Vladimir rất tức giận, tố cáo Yuri ép buộc Romanov làm như vậy. Yuri bác bỏ cáo buộc trên và lệnh cho người chơi thiết lập một "sự hiện diện của Liên Xô" trong quần đảo Hawaii. Tư lệnh nhanh chóng tấn công tiêu diệt Hạm đội Thái Bình Dương của Mỹ cùng với hạm đội tiếp viện của Hàn Quốc tại đảo Hawaii cho phép Liên Xô dễ dàng đánh chiếm quần đảo.
Trong lúc đó, Romanov lâm bệnh nặng còn và tình báo của Yuri đã tiết lộ rằng Đồng Minh đang xây dựng máy Chronosphere, một thiết bị với khả năng vận chuyển quân đến bất cứ nơi nào trên thế giới. Đồng Minh định dùng cỗ máy để mở một cuộc tấn công vào cơ sở nghiên cứu của Xô Viết ở dãy Ural. Yuri nói rằng cơ sở nghiên cứu này là rất quan trọng cho các nỗ lực chiến tranh của Xô Viết và nó phải được bảo vệ bằng mọi giá. Người chơi nhanh chóng nắm quyền điều khiển lực lượng Xô Viết ở cơ sở nghiên cứu và nhanh chóng đánh tan tất cả các cuộc tấn công của Đồng Minh vào khu vực này.
Khi mà cơ sở nghiên cứu được giải cứu, Yuri ám sát Romanov trong bệnh viện rồi vu cáo cho Tướng Vladimir là thủ phạm và ra lệnh cho Tư lệnh điều quân đến Washington, D.C. để tiêu diệt Vladimir, người mà Yuri tuyên bố là một kẻ phản bội và "một nonperson". Người chơi đánh bại lực lượng của Vladimir và bắt giữ ông ta tại Nhà Trắng với sự giúp đỡ từ công nghệ tâm linh của Yuri. Sau đó trong một cuộc họp với Yuri, Yuri giới thiệu cho người chơi về kế hoạch điều khiển trí não của tổng thống Hoa Kỳ Michael Dugan và gây ảnh hưởng không nhỏ đến quân đội và chính phủ Hoa Kỳ. Một đội quân gồm 3 lính Psi-Corp nhảy dù xuống San Antonio, Texas (nơi trú ẩn của Tổng thống) và lén lút xâm nhập vào căn cứ Hoa Kỳ đặt xung quanh đồn Alamo và sau đó đưa Tổng thống Dugan nằm dưới sự điều khiển của Xô Viết. Xô Viết sau đó lại quân Đồng Minh đang phát triển một siêu vũ khí mới trong quần đảo Virgin được biết đến như là một thiết bị kiểm soát thời tiết, với khả năng tạo ra những trận sấm sét với sức mạnh tàn phá trên một khu vực rộng lớn. Xô Viết đã mở một cuộc tấn công đổ bộ trên quần đảo và thành công trong việc tiêu diệt thiết bị trước khi nó được kích hoạt.
Ấn tượng bởi sự kiên trì và tài năng của "đồng chí Tướng quân" ("Comrade General"), Yuri mời người chơi đến Moscow để ông ta có thể đích thân cảm ơn nhưng thực tế để là để giết hoặc kiểm soát trí não người chơi. Tuy nhiên lúc này Trung úy Zofia giao cho người chơi một đoạn băng được ghi lại bởi chính Romanov trước khi chết. Trong đoạn băng, Romanov nói rằng Yuri đang điều khiển ông ta và ra lệnh người chơi phải đưa kẻ phản bội ra trước công lý. Tư lệnh đi đến Moskva, nhưng với một đội quân lớn. Khi đến Moscow, lực lượng của người chơi đã nghênh chiến với lực lượng trung thành với Yuri và sau cùng mở một cuộc tấn công ác liệt vào điện Kremlin và Yuri được cho là đã chết.
Dựa vào các tài liệu của Yuri, Tư lệnh phát hiện ra việc quân Đồng Minh đã xây dựng một Chronosphere tại Alaska, mà họ sẽ sử dụng để cố gắng mở một cuộc tấn công cuối cùng vào Liên Xô. Ngay lập tức, quân đội Xô Viết vượt eo biển Bering và tiêu diệt Chronosphere cùng tất cả các lực lượng Đồng Minh trong khu vực. Với việc tất cả các thế lực chống đối bị đè bẹp, Xô Viết trở thành quốc gia bá chủ và chủ nghĩa cộng sản dược mở rộng ra toàn thế giới. Tuy nhiên trong đoạn phim cuối cùng, bộ não của Yuri vẫn tồn tại và dùng khả năng ngoại cảm để liên lạc với người chơi: "Mọi việc đã có thể tốt hơn khi ta có thể thấy rõ tâm trí của ngươi, Tướng quân. Ta vẫn có thể còn một cơ hội..."

## Diễn viên và nhân vật
Red Alert 2 có các đoạn phim cắt cảnh hành động thật trái ngược với các đoạn phim cắt cảnh thông thường trong trò chơi với các nhân vật từng trải qua sự phát triển nhiều hơn những người trong các trò chơi RTS khác Mỗi chiến dịch có một loạt các diễn viên và nhân vật sẽ thông báo ngắn gọn và giúp người chơi trong giành chiến thắng trong chiến tranh. 

## Cách chơi
Mọi khía cạnh của Red Alert đều dựa trên việc thu thập tiền. Trong trò chơi, tiền có thể được thu thập bằng nhiều cách. Phổ biến nhất là sử dụng xe Miner để thu thập quặng (Ore) hoặc đá quý và vận chuyển chúng đến một nhà máy lọc. Người chơi cũng có thể đạt được một lượng tiền dồi dào bằng cách chiếm Tech Derricks (cấu trúc trung lập xuất hiện trong một số bản đồ). Người chơi cũng có thể kiếm tiền bằng cách khác, cụ thể là thu thập các thùng gỗ ngẫu nhiên hiện diện trong bản đồ và bán các công trình được điều khiển bởi người chơi. Tiền này được chi cho việc xây dựng và sửa chữa các tòa nhà và các đơn vị. Trong cả hai trường hợp, người chơi có thể bắt đầu xây dựng trước khi có đầy đủ tiền để chi phí, nên sự thi công một công trình phải tạm dừng nếu thiếu tiền.
Có năm loại "nhà xây dựng" là: Construction Yard (dành cho các tòa nhà); Barracks (các đơn vị bộ binh); War Factory (đơn vị cơ giới); Naval Shipyard (các đơn vị hải quân), và chỉ có ở Đồng Minh là Air Force Command (Harrier hoặc Black Eagles). Tại bất kỳ điểm trong một trò chơi có thể xây dựng tối đa là một tòa nhà/đơn vị trong mỗi dạng, có nhiều hơn "nhà xây dựng" chỉ đơn giản là tốc độ sản xuất tăng.
Các quốc gia khác nhau đều là thành viên của một trong hai phe Xô Viết hoặc Đồng Minh.
- Phe Đồng Minh: Mỹ, Đức, Pháp, Vương Quốc Anh, Hàn Quốc
- Phe Xô Viết: Cuba, Libya, Iraq, Nga (trong game, quốc kỳ là Liên Xô nhưng tên nước gọi là Russia)

Các phe có tòa nhà tương tự về cơ bản nhưng lại có các phần khác nhau của các tòa nhà cao cấp và công trình phòng thủ. Ngoài ra, mỗi quốc gia có một một đơn vị quân đặc biệt, như lính dù Paradrops của Mỹ - thả lính GI cứ mỗi vài phút; Pháp có ụ pháo phòng thủ khổng lồ tầm bắn xa là Cannon Grand; Nga thì có xe tăng phóng điện Telsa Tank có thể bắn qua tường bảo vệ; Hàn Quốc có máy bay ném bom Black Eagles; Đức có pháo tự hành Tank Destroyer mạnh mẽ; Anh có Sniper có bắn hạ bộ binh ở một khoảng xa; Libya có Demolition Truck khi kích hoạt sẽ nổ tạo thành bom hạt nhân cỡ nhỏ; Cuba có Terrosist cảm tử khi phát nổ sẽ phá hủy mục tiêu và chính mình; Iraq có lính Desalator-lính phóng ra tia phóng xạ làm tan chảy lính bộ binh và phát tia phóng xạ làm phơi nhiễm cả 1 vùng. Để xây dựng một trong những đơn vị tiên tiến hơn thì trước tiên phải xây dựng tòa nhà cao cấp hơn. Các tòa nhà cao cấp và công trình phòng thủ chỉ có thể được xây dựng nếu tòa nhà cơ bản khác có sẵn.
Đây cũng là game RTS đầu tiên của C&C không có một lựa chọn màn hình lựa chọn nhiệm vụ.

### Tính cân bằng trong trò chơi
Giống như các trò chơi Command & Conquer khác, hai phe trong Red Alert 2 có các điểm yếu và điểm mạnh của riêng mình. Để đạt được chiến thắng, người chơi phải phát huy thế mạnh của mình và khai thác điểm yếu của đối phương.
Nhìn chung, phe Xô Viết chiếm ưu thế ở các đơn vị mặt đất vì xe tăng của họ rất mạnh mẽ và tiên tiến (đặc biệt là Xe tăng Khải huyền - Apocalpse tank, thường gọi là xe tăng 2 nòng), trong khi phe Đồng Minh lại chiếm ưu thế về không quân. Đặc biệt, Xô Viết rất tốt cho chiến thuật tấn công nhanh vào đầu game, hiện rất phổ biến trong các trò chơi nối mạng .
Đồng Minh có xu hướng tốt hơn ở các bản đồ có kích thước lớn hoặc các bản đồ bị ngăn cách bởi vùng biển, vì họ có các đơn vị có sức cơ động cao, công nghệ vệ tinh cho phép quan sát toàn bản đồ và công nghệ dịch chuyển tức thời, nhưng Xô Viết thường tốt hơn ở các màn chơi ngắn hơn, các bản đồ nhỏ hoặc các bản đồ ít bị ngăn cách bởi vùng biển, vì họ có các đơn vị có sức chịu đựng cao và phù hợp với lối tấn công trực diện. Trong khi các vũ khí tấn công của Xô Viết thường mạnh hơn Đồng Minh nếu đấu 1 chọi 1, các công trình phòng thủ của họ được cho là yếu hơn so với Đồng Minh.

### Chơi đơn

Hình ảnh căn cứ của Đồng Minh trong phiên bản game PC

Trong chế độ chơi đơn, người chơi có thể hoàn thành trong một trong ba chiến dịch hoặc cạnh tranh trong chế độ mà Skirmish mà trong đó người chơi thể chiến đấu với việc thiết lập các quy tắc của riêng họ.
Red Alert 2 được có 3 màn chơi chiến dịch là Boot Camp, Allied và Soviet với mỗi chiến dịch là riêng biệt theo cách riêng của nó. Boot Camp chỉ đơn giản là một chiến dịch hướng đẫn khiến người chơi được giới thiệu với các nguyên tắc cơ bản của trò chơi bằng việc sử dụng các lực lượng Đồng Minh. Nếu hoàn tất, Boot Camp sẽ dẫn vào phần Allied Campaign. Allied và Soviet Campaign là hai chiến dịch chính của trò chơi với hệ thống cốt truyện khác nhau, bao gồm 12 nhiệm vụ mà trong đó người chơi chống lại một hoặc nhiều đối thủ do máy tính kiểm soát. Trong một số nhiệm vụ, mục tiêu đơn giản là đánh bại tất cả các lực lượng đối lập trong khu vực; các nhiệm vụ khác có mục tiêu cụ thể hơn, chẳng hạn như thu giữ hoặc phá hủy một cấu trúc cụ thể của đối phương hoặc bảo vệ một cấu trúc đặc biệt của chính người chơi khỏi cuộc tấn công của đối phương. Trong khi có sự khác nhau trong câu chuyện và các đơn vị, cả hai phần chiến dịch được cấu trúc tương tự như nhau. Cả hai đều bắt đầu với việc người chơi điều hành một căn cứ hạn chế (cơ sở với các công trình có sẵn), có khi lại chỉ huy một lực lượng lớn bất thường đối với một kẻ thù bất thường không đủ năng lực. Cả hai màn chiến dịch kết thúc với việc người chơi được chào đón như một người anh hùng khi đã đánh bại tất cả các lực lượng đối lập.
Chế độ Skirmish Mode cho phép người chơi có thể chọn lựa quốc gia cho mình, cho đối phương, chọn bản đồ, số lượng đối thủ, số lượng các đơn vị bắt đầu, các cấp độ tiền tệ vào lúc bắt đầu, tốc độ trò chơi và cách sử dụng của siêu vũ khí v..v.. Đối thủ trong phần chơi này là AI của trò chơi với mức độ khó mà người chơi có thể lựa chọn để trau dồi kỹ năng. Có 3 cách chọn mức độ AI cho đối thủ từ thấp đến cao là Easy Enemy, Medium Enemy, Brutal Enemy. Không có mục tiêu đặc biệt, chỉ cần loại bỏ tất cả các đơn vị và cấu trúc của kẻ thù.

### Chơi mạng
Như nhiều game chiến lược khác, Red Alert 2 hỗ trợ chế độ thi đấu giữa người chơi với nhau (multiplayer) và với 2 chế độ chơi qua mạng khác nhau. Trong đó, mạng LAN cho phép người chơi chơi cùng với bạn bè và những người khác mà không cần sử dụng kết nối internet. Còn Online Play cho phép người chơi chơi trên internet và chống lại người chơi từ khắp thế giới.
Online Play cho phép tường thuật các giải đấu, các trò chơi tư nhân, trò chơi cộng động, chơi xếp hạng và cũng có thể chứa một hệ thống trò chuyện. Trong năm 2005, để kiểm soát phần chơi trực tuyến cho Red Alert 2 và một số phiên bản cũ hơn của Command & Conquer đã được thông qua bởi từ EA sang XWIS, một cộng đồng cũng thành lập chạy máy chủ mà bây giờ tổ chức các giải đấu, và với sự giúp đỡ của một cộng đồng báo cáo, cấm cheaters. Máy chủ này được tài trợ bởi Cộng đồng game thủ EA ở Đức.

### Phần tạo bản đồ mới
Trò chơi được phát hành bao gồm có cả phần tạo bản đồ mới cho phép người chơi có thể tạo bản đồ mới theo ý muốn của mình (Random Map). Khác với phần tạo bản đồ trong các game Starcraft,Warcraft III và Age of Empire II, phần tạo bản đồ mới của Command & Conquer: Red Alert 2 chỉ cho phép 
người chơi chọn các thông số của bản đồ để máy tính tạo ra một bản đồ ngẫu nhiên.

## Phiên bản mở rộng và phần tiếp theo

### Command & Conquer: Yuri Revenge
Command & Conquer: Yuri's Revenge phiên bản mở rộng chính thức của Command & Conquer: Red Alert 2 của Westwood Studios tại Bắc Mỹ vào ngày 10 tháng 10 năm 2001 bởi EA Games. Yuri Revenge tiếp tục cốt truyện đã được kết thúc ở phiên bản chính thức cho phần Single Player của phe Đồng Minh: Yuri đã thành lập một đội quân bí mật của riêng mình và tạo ra một mối đe dọa cho cả thế giới. Phiên bản mở rộng này cũng bổ sung thêm các đơn vị,công trình và quốc gia mới.

### Command & Conquer: Red Alert 3
Command & Conquer: Red Alert 3 cũng là một trò chơi chiến lược thời gian thực và là bản tiếp theo chính thức của Red Alert 2 được phát triển cho PC, Xbox 360, Mac OS X và PS3 bởi EA Los Angeles vào năm 2008. Nội dung chính của Red Alert 3 xoay quanh những cuộc du hành ngược thời gian, khi mà quân Xô Viết, trước nguy cơ thất bại, đã sử dụng cỗ máy thời gian để quay ngược lại quá khứ và ám sát Albert Einstein và viết lại toàn bộ lịch sử. Tuy nhiên, trong quá trình đảo ngược thời gian, lực lượng Xô Viết vô tình giải thoát cho một lực lượng thứ 3, đó là vương triều Rising Sun có nguồn gốc từ Nhật Bản. Như vậy, Red Alert 3 là cuộc đối đầu tay ba: Xô Viết - Đồng Minh - Nhật Bản. Command & Conquer Red Alert 3 đã sử dụng phối hợp nhiều công nghệ đồ họa 3D mới để thực hiện việc phát triển

## Ảnh hưởng văn hoá

### Thành công và đánh giá
| Nguồn         | Số điểm          | Thông báo       |
| ------------- | ---------------- | --------------- |
| IGN           | 9.3/10           | "Outstanding"   |
| GamePro       | 4.4/5            | Editor's Choice |
| Game Rankings | 86% (43 reviews) |                 |
| Gamespot      | 8.5/10           |                 |

Red Alert 2 đã nhận được gần như tất cả các đánh giá tích cực, với IGN gọi nó là "Outstanding" và là một Editor's Choice của GamePro. Một nhận xét trên GamePro ghi nhận "Đó không phải là trò chơi sáng tạo nhất, nhưng với lối chơi cứng cỏi và cốt truyện thay thế Chiến tranh Lạnh, Command & Conquer: Red Alert 2 là game chiến lược thời gian thực 2D hay nhất kể từ sau Starcraft.".
Trong khi Red Alert 2 không có lối chơi sáng tạo hoặc xác định lại thể loại như người tiền nhiệm đã làm, nó đã tạo ra một dư luận tích cực chủ yếu với phương pháp tiếp cận "đi khoảng cách đầy đủ" bằng cách sử dụng các diễn viên để sản xuất cá đoạn cắt cảnh "hành động thật" trái ngược với các đoạn cắt cảnh trong game được coi là "chuẩn" của ngành công nghiệp.

### Các bản mod/tạo map
Red Alert 2 là một trò chơi phổ biến cho modding. Ẩn bên trong ra2.mix (ra2.mix\local.mix\rule*.ini) là một tập tin cấu hình được gọi là rules.ini. Tập tin này có thể được tách ra bằng cách sử dụng một công cụ được gọi là XCC và được chỉnh sửa sau khi XCC lấy nó ra. rules.ini được xây dựng theo cách như vậy nhưng rất dễ dàng sửa đổi. Có thể thay đổi các chỉ số sức mạnh của một đơn vị trong game hay thậm chí tạo ra đơn vị quân mới. Có những tập tin.ini khác như art.ini và ai.ini cho phép chỉnh sửa nhiều hơn nữa.
Trong khi Westwood/EA không cung cấp nhiều hỗ trợ chính thức cho modding, rất nhiều hướng dẫn và thủ thuật modding khác nhau có thể được tìm thấy tại các trang web cộng đồng như C&C Guild.
FinalAlert là một biên tập bản đồ cho Red Alert 2 đã trải qua nhiều lần sửa đổi. Cái đầu tiên là FinalAlert, được phát triển độc lập bởi Wiener. Nó sau này được thay thế bằng FinalAlert 2, một sự hợp tác giữa Wagner và Westwood Studios, được lần lượt nâng cấp lên thành FinalAlert 2 Yuri's Revenge cho phép hỗ trợ cho Yuri's Revenge. Wiener sau này phát hành một phiên bản chỉnh sửa mà đã có một số sửa lỗi và bao gồm các đoạn mã còn lại của Tiberian Sun-mặc dù phiên bản này đã không còn được phân loại như là một tiện ích chính thức của Westwood Studios. Một số game thủ cũng tạo ra nhiệm vụ trong chế độ Chơi đơn, tạo ra cốt truyện mới, được viết cho cả Red Alert 2 và Yuri's Revenge bởi người hâm mộ bằng cách sử dụng FinalAlert. Có thể tìm thấy chúng tại trang web http://www.cncgames.com/ (No longer active).

## Soundtrack gốc
Các bài hát của Command & Conquer: Red Alert 2 đều được soạn bởi cộng tác viên lâu năm Frank Klepacki.